# Poecilia vivipara
Poecilia vivipara, de nome popular Guaru,  Lebiste ou Barrigudinho, é um peixe nativo da América do Sul,  introduzido fora de sua área de distribuição nativa para controlar populações de mosquitos e ocasionalmente é mantido em aquários domésticos.
Embora deem-no como raro em água-doce, pois tem por habitat lagoas salobras (água parada), é listado como endêmico na bacia do rio São Francisco, sendo no Brasil encontrado nos estados da Bahia, Ceará, Espírito Santo, Minas Gerais, Paraíba, Paraná, Pernambuco, Rio de Janeiro, Rio Grande do Norte, Rio Grande do Sul, Santa Catarina e São Paulo. É a espécie-tipo do gênero Poecilia. Embora o P. vivipara pertença ao subgênero homônimo Poecilia, as espécies mais relacionadas a ela são P. parae e P. picta que, contudo, são do subgêneroMicropoecilia.

## Descrição

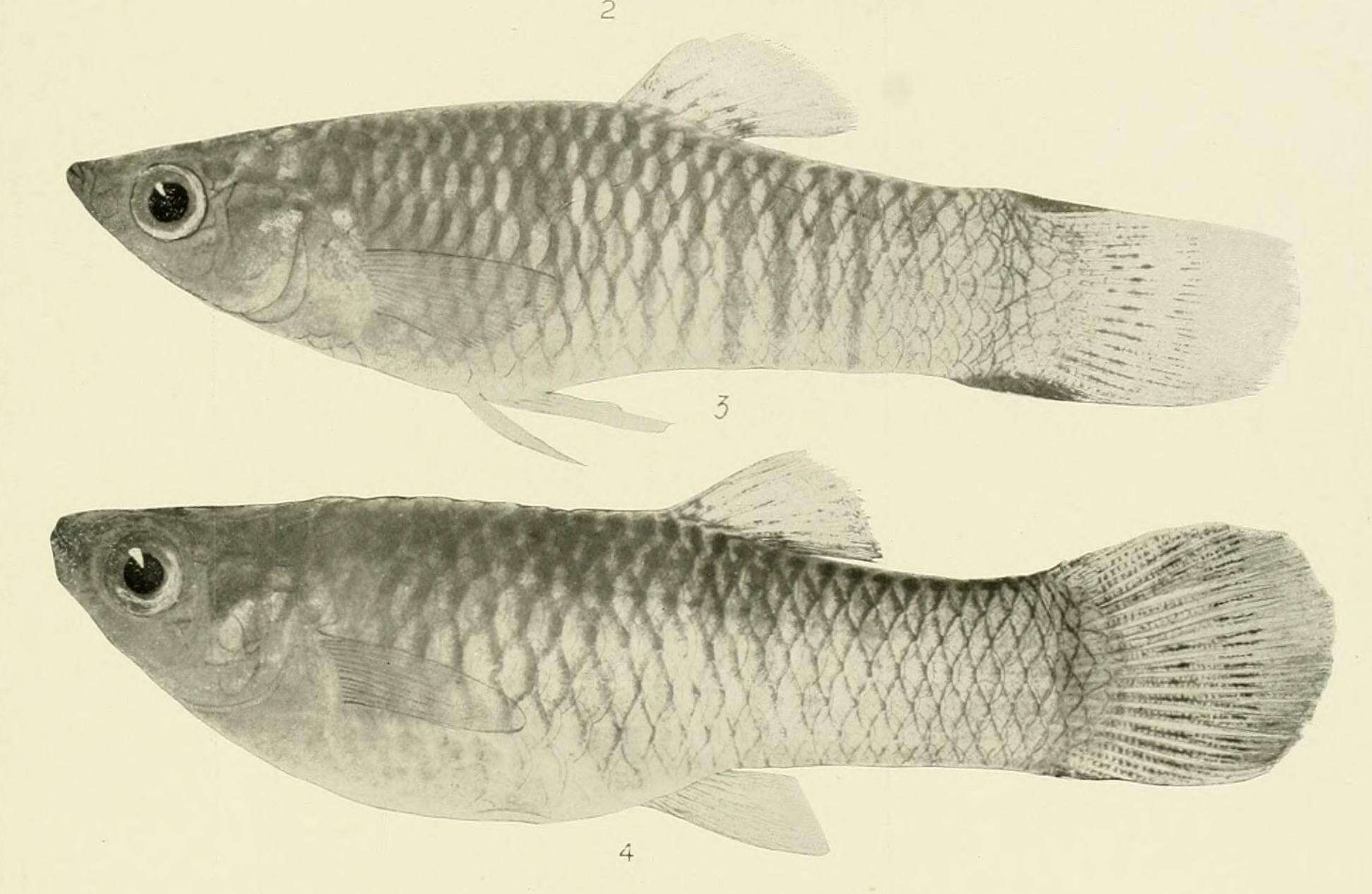
Macho (acima) e fêmea.

É um pequeno peciliídeo que atinge ordinariamente o tamanho de 2 a 5 cm. O comprimento máximo registrado foi de 7,8 cm.
Indivíduos em habitats com maior salinidade da água tendem a crescer mais rápido e ficar maiores, e essas diferenças nos padrões de crescimento são parcialmente hereditárias. Um fator na diferença de tamanho entre as populações de água doce e outras populações é o alto nível de predação ao qual as populações daquela estão expostas; tal correlação entre tamanho corporal e pressão de predação é comum entre vivíparos.
Os machos não apresentam manchas de cores brilhantes além da mancha de coloração laranja na região da garganta, que ocorre com mais frequência em exemplares de ambientes lagunares. As fêmeas são maiores que os machos, mas os sexos não diferem tanto quanto no guaru comum aparentado, P. reticulata.

## Distribuição
A espécie foi originalmente descrita no Suriname. Atualmente sabe-se que está distribuída desde o delta do rio Orinoco, na Venezuela, passando pelo Brasil até o Uruguai. É uma das espécies de peixes mais comuns nos ecossistemas lagunares do Brasil. Sua presença se estender até o sul argentino, mais especificamente na região do rio da Prata, é algo controverso.
O P. vivipara pode ter sido introduzido nas ilhas caribenhas de Porto Rico e Martinica. Tradicionalmente, considera-se que foi introduzido no arquipélago brasileiro de Fernando de Noronha para controlar larvas de mosquitos durante a construção de bases militares durante a Segunda Guerra Mundial, mas a capacidade da espécie de sobreviver em água salgada tornou possível que os peixes colonizassem a área naturalmente.

## Habitat

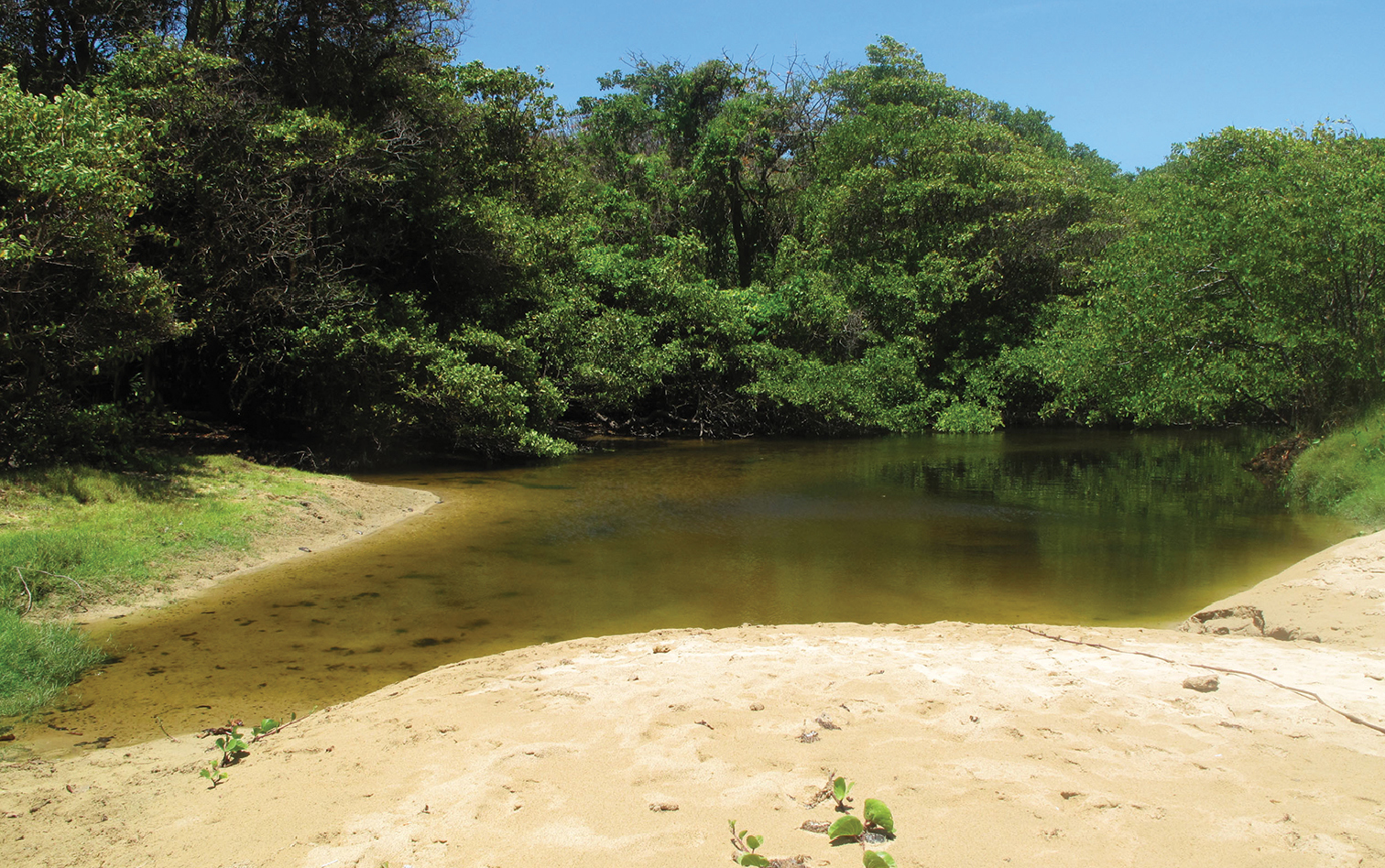
Habitat (laguna) em Fernando de Noronha.

Habita principalmente águas paradas, como canais e valas de drenagem nas bordas de pântanos.
Tolera vários graus de salinidade, variando de água doce a hipersalina, mas é mais comum em água ligeiramente salobra e raro em água doce. Pode ser encontrado em grandes cardumes. Os habitats de água doce tendem a apresentar vegetação marginal abundante, enquanto as plantas aquáticas estão normalmente ausentes em locais de água salgada. A espécie também é altamente tolerante a outros extremos ambientais, especialmente à temperatura, o que lhe permite ocupar uma variedade de habitats de água parada.

## Ecologia
O guaru é onívoro, alimentando-se de diatomáceas, cianobactérias e invertebrados, como larvas de insetos. Devido à predação de larvas de mosquitos, tem sido usado para controlar populações desses insetos em lagoas e reservatórios.
A espécie pode ser parasitada pelas metacercárias de Pygidiopsis macrostomum, Ascocotyle pindoramensis, A. diminuta e de Acanthocollaritrema umbilicatum. No caso da A. umbilicatum o P. vivipara atua como um segundo hospedeiro intermediário, sendo o primeiro o caramujo aquático Heleobia australis. Peixes muito infectados ficam letárgicos e são vítimas mais fáceis do predador robalo-branco, Centropomus undecimalis, que é o hospedeiro definitivo do parasita.
Em habitats de água doce o principal predador de P. vivipara é o Hoplias malabaricus; é um dos itens mais comuns na dieta destes peixes, principalmente nos estágios juvenis e sub-adultos. Possíveis predadores em águas salobras incluem os ciclídeos Geophagus brasiliensis e Australoheros facetus, que foram observados predando guarus jovens, mas não adultos, em ambientes de laboratório.

## Reprodução

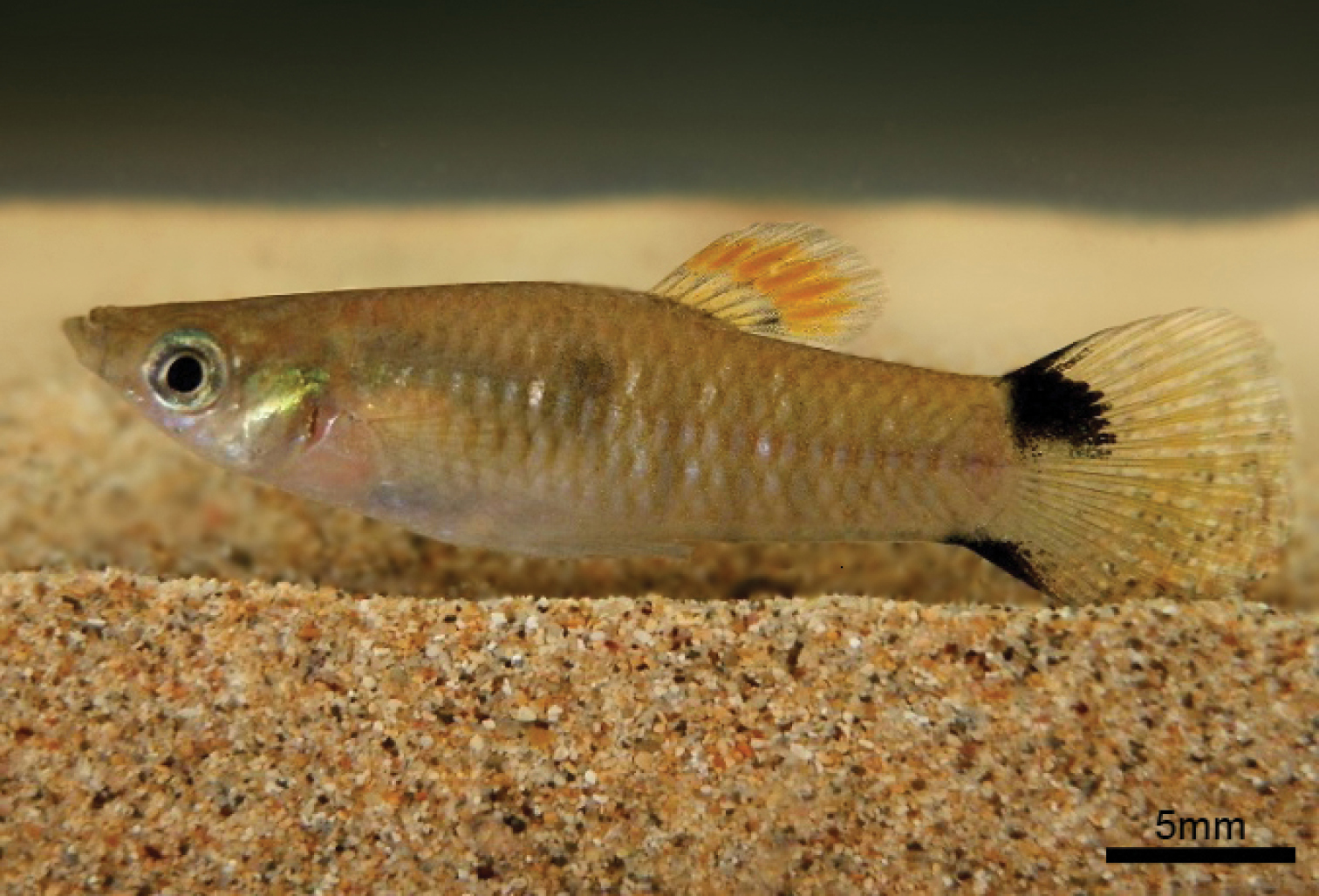
Exemplar macho, em Fernando de Noronha

Os machos são particularmente ativos e aproximam-se das fêmeas não apenas da sua própria espécie, mas também de outras espécies de Poeciliinae. Ao contrário do guaru comum, os machos de P. vivipara dependem de acasalamentos oportunistas (esgueirar-se e perseguir) em vez de exibições de cortejo. Devido a esta estratégia, a seleção sexual favorece machos menores.
O guaru é ovovíparo. A gestação dura cerca de 28 dias. A fêmea normalmente pode dar a luz de 6 a 10 filhotes, mas o número pode exceder a cem. Fêmeas maiores produzem mais filhotes. Os alevinos, que acompanham a mãe nas primeiras horas, têm aproximadamente 6 mm de comprimento ao nascer. Os peixes atingem a maturidade sexual com 3–4 meses de idade.

## Aquarismo
A espécie é pacífica e adequada para um aquário comunitário com espécies semelhantes, mas requer água adaptada e funciona melhor com uma dose de sal e fundo macio. Alimenta-se facilmente de ração em flocos, algas e pequenos alimentos vivos. Adapta-se também a pequenos aquários, em qualquer caso sendo conveniente guardar-se uma proporção de um macho a cada duas ou três fêmeas, já que os machos ficam constantemente perturbando-as para acasalar.